# Zürich Stadelhofen
Zürich Stadelhofen (niem: Bahnhof Zürich Stadelhofen) – stacja kolejowa w Zurychu, w Szwajcarii. Stadelhofen j ważnym węzłem systemu S-Bahn w Zurychu. Obsługuje ponad 130 000 pasażerów dziennie, dzięki czemu na równi z Zürich Hauptbahnhofem i berneńską stacją kolejową jest jednym z najruchliwszych dworców kolejowych Szwajcarii. Dworzec jest również centrum przesiadkowym komunikacji miejskiej zarządzanej przez Verkehrsbetriebe Zürich. Przy stacji funkcjonuje także pasaż handlowy, otwarty 365 dni w roku.